# Kubatbek Boronow

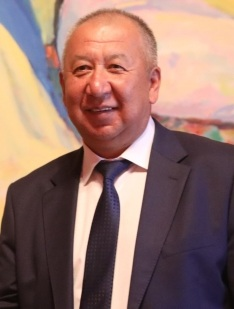
Kubatbek Boronow im August 2017

Kubatbek Aiyltschijewitsch Boronow (kirgisisch und russisch Кубатбек Айылчиевич Боронов; * 15. Dezember 1964 in Serger, Kirgisische SSR, heute Oblus Osch, Kirgisistan) ist ein kirgisischer Politiker, der vom 16. Juni 2020 bis zum 6. Oktober 2020 Premierminister des zentralasiatischen Staates war.

## Karriere
Boronow stammt aus dem Dorf Serger im Süden Kirgisistans. Zum Studium ging Boronow nach Frunse, dem heutigen Bischkek, und studierte dort am Polytechnischen Institut. Im Jahr 1991, dem Jahr der Unabhängigkeit Kirgisistans, graduierte er mit einem Abschluss im Bereich Agrarbau. Daraufhin absolvierte Boronow einen einjährigen Militärdienst bei den kirgisischen Streitkräften, ehe er 1992 als Maurer in der Privatwirtschaft tätig wurde. Anschließend arbeitete Boronow als Ingenieur und ab 1998 als Direktor einer Holzbearbeitungsfirma.
Im Jahr 2003 wechselte Boronow aus der Privatwirtschaft in den Staatsdienst und wurde Leiter der Abteilung für Planung, Wirtschaft und Logistik im kirgisischen Ministerium für Katastrophenschutz. Von 2009 bis 2010 leitete er die Katastrophenschutzbehörde im Oblus Tschüi, 2011 stieg er zum stellvertretenden Minister für Katastrophenschutz auf. Noch im selben Jahr wurde Boronow als Minister für Katastrophenschutz Teil des Regierungskabinetts des damaligen Premierministers Almasbek Atambajew. Er behielt dieses Amt bis ins Jahr 2018 und war damit Mitglied zahlreicher Regierungen, da diese in Kirgisistan häufig wechselten.
Am 20. April 2018 wurde Boronow im Rahmen einer erneuten Regierungsumbildung Stellvertreter des neuen Premierministers Muchammedkaly Abylgasijew. Dieser musste das Amt bereits nach knapp zwei Monaten wieder aufgeben, da er in einen Skandal um den Verkauf von Funkfrequenzen verwickelt war. Als Nachfolger wählten die Abgeordneten des Dschogorku Kengesch am 16. Juni 2020 Boronow, der daraufhin einer personell kaum veränderten Regierung vorstand. Prioritäten seiner Amtszeit waren insbesondere die Eindämmung der COVID-19-Pandemie in Kirgisistan und der damit verbundenen wirtschaftlichen Schäden sowie die Organisation der Parlamentswahl 2020.
Noch am 4. Oktober 2020, dem Tag der Parlamentswahl in Kirgisistan, zeigte sich Boronow optimistisch hinsichtlich des Ablaufs der Wahl. Bei seiner Stimmabgabe sagte Boronow, die Regierung tue alles, um die Abhaltung einer offenen, fairen, transparenten und kompetitiven Parlamentswahl zu gewährleisten. Entgegen der Versicherung des Premierministers, dass die Wahl in einer ruhigen Atmosphäre stattfinden werde, kam es nach der Wahl zu Protesten in Kirgisistan, die schließlich zur Annullierung des Wahlergebnisses führten. Am 6. Oktober 2020 trat Boronow vor dem Hintergrund anhaltender Proteste vom Amt des Premierministers zurück. Sein Nachfolger wurde der im Rahmen der Proteste aus der Haft befreite Sadyr Dschaparow.